# Duncan (Colombie-Britannique)
Pour les articles homonymes, voir Duncan.
Duncan est une cité (city) de la Colombie-Britannique située dans le district régional de Cowichan Valley au sud-est de l'île de Vancouver.

## Histoire
La ville de Duncan est nommé d'après William Chalmers Duncan, père de Kenneth Forrest Duncan qui est député provincial de Cowichan et maire de la ville en 1907.

## Tourisme
Le slogan touristique de Duncan est «la cité aux totems». 80 totems sont répartis dans la municipalité entière. Ceux-ci ont été érigés dans les années 1980, et comprend le plus grand totem (en diamètre) du monde, sculpté par un artisan des Premières nations, Simon Charlie[réf. nécessaire].

## Climat
| Mois                                  | jan.       | fév.       | mars       | avril     | mai       | juin      | jui.      | août      | sep.      | oct.      | nov.      | déc.       | année            |
| ------------------------------------- | ---------- | ---------- | ---------- | --------- | --------- | --------- | --------- | --------- | --------- | --------- | --------- | ---------- | ---------------- |
| Température minimale moyenne (°C)     | −1,1       | 0,1        | 1,2        | 3         | 6,2       | 9,1       | 10,7      | 10,5      | 7,2       | 3,8       | 1,2       | −0,5       | 4,3              |
| Température moyenne (°C)              | 2,6        | 4,1        | 5,9        | 8,5       | 11,9      | 14,7      | 17        | 17,1      | 13,8      | 9,3       | 5         | 2,9        | 9,4              |
| Température maximale moyenne (°C)     | 6,1        | 8          | 10,6       | 13,9      | 17,4      | 20,3      | 23,3      | 23,6      | 20,3      | 14,8      | 8,8       | 6,3        | 14,5             |
| Record de froid (°C) date du record   | −21,1 1969 | −15,5 1989 | −12,2 1989 | −3,9 1964 | −2,2 1965 | 1,7 1976  | 3,3 1971  | 2,2 1973  | −3 1983   | −6,7 1961 | −17 1985  | −21,7 1968 | −21,7 30/12/1968 |
| Record de chaleur (°C) date du record | 15 1961    | 19,4 1968  | 21,1 1965  | 25,6 1971 | 33,5 1983 | 41,5 2021 | 38,2 1958 | 36,5 1981 | 34,5 1988 | 28,5 1987 | 18,9 1975 | 17 1980    | 41,5 29/6/2021   |
| Précipitations (mm)                   | 145,3      | 130,1      | 101,7      | 54        | 44,4      | 37,3      | 20,3      | 25,3      | 46,7      | 80        | 168,8     | 185,5      | 1 039,2          |
| dont neige (cm)                       | 15,8       | 7,9        | 2          | 0,2       | 0         | 0         | 0         | 0         | 0         | 0,4       | 5,4       | 14,4       | 46,1             |
| Nombre de jours avec précipitations   | 16,9       | 16,3       | 15,3       | 11,7      | 10,8      | 8,5       | 5,4       | 5,8       | 8,6       | 12,1      | 17,8      | 17,9       | 147,1            |
| Nombre de jours avec neige            | 3,1        | 1,9        | 0,63       | 0,11      | 0         | 0         | 0         | 0         | 0         | 0,06      | 1,1       | 2,9        | 9,8              |

| Diagramme climatique                                  |           |              |         |             |             |              |              |             |           |             |              |
| J                                                     | F         | M            | A       | M           | J           | J            | A            | S           | O         | N           | D            |
| 6,1−1,1145,3                                          | 80,1130,1 | 10,61,2101,7 | 13,9354 | 17,46,244,4 | 20,39,137,3 | 23,310,720,3 | 23,610,525,3 | 20,37,246,7 | 14,83,880 | 8,81,2168,8 | 6,3−0,5185,5 |
| Moyennes : • Temp. maxi et mini °C • Précipitation mm |           |              |         |             |             |              |              |             |           |             |              |

| Mois                                  | jan.      | fév.      | mars      | avril     | mai       | juin    | jui.    | août      | sep.    | oct.    | nov.       | déc.       | année            |
| ------------------------------------- | --------- | --------- | --------- | --------- | --------- | ------- | ------- | --------- | ------- | ------- | ---------- | ---------- | ---------------- |
| Température minimale moyenne (°C)     | 0,3       | 0         | 1,4       | 3,4       | 6,3       | 9,1     | 11,1    | 11        | 8,1     | 5,1     | 2,1        | −0,4       | 4,8              |
| Température moyenne (°C)              | 3,6       | 4,4       | 6,3       | 9,1       | 12,4      | 15,3    | 17,9    | 17,8      | 15,2    | 10,1    | 5,8        | 3,3        | 10,1             |
| Température maximale moyenne (°C)     | 6,8       | 8,7       | 11,2      | 14,8      | 18,4      | 21,3    | 24,7    | 24,6      | 22,1    | 15,1    | 9,5        | 6,2        | 15,3             |
| Record de froid (°C) date du record   | −14 1996  | −15 1989  | −10 1989  | −3 1997   | −1,5 1999 | 2 2002  | 5 1988  | 5 2000    | 0 2000  | −5 2002 | −10,5 1993 | −15,5 1990 | −15,5 29/12/1990 |
| Record de chaleur (°C) date du record | 16,5 2005 | 18,5 1991 | 23,5 1994 | 28,5 1998 | 32 1993   | 34 1995 | 36 1998 | 34,5 1993 | 35 1988 | 27 1993 | 18 1996    | 17,5 2005  | 36 27/7/1998     |
| Précipitations (mm)                   | 248,3     | 139,1     | 135,4     | 82,6      | 49,1      | 36,7    | 22,3    | 33,2      | 31,6    | 119,4   | 227,9      | 235,6      | 1 361,2          |
| dont neige (cm)                       | 23        | 13,2      | 9,6       | 0,1       | 0         | 0       | 0       | 0         | 0       | 0,4     | 8,3        | 17,6       | 72               |
| Nombre de jours avec précipitations   | 20,2      | 15,6      | 19,7      | 15,8      | 13,3      | 10,2    | 6,5     | 6,8       | 7,5     | 15,1    | 20,9       | 20,7       | 172              |
| Nombre de jours avec neige            | 3,8       | 2,4       | 1,8       | 0,05      | 0,05      | 0       | 0       | 0         | 0       | 0,05    | 1,3        | 3,3        | 12,6             |

| Diagramme climatique                                  |           |              |             |             |             |              |            |             |              |             |              |
| J                                                     | F         | M            | A           | M           | J           | J            | A          | S           | O            | N           | D            |
| 6,80,3248,3                                           | 8,70139,1 | 11,21,4135,4 | 14,83,482,6 | 18,46,349,1 | 21,39,136,7 | 24,711,122,3 | 24,61133,2 | 22,18,131,6 | 15,15,1119,4 | 9,52,1227,9 | 6,2−0,4235,6 |
| Moyennes : • Temp. maxi et mini °C • Précipitation mm |           |              |             |             |             |              |            |             |              |             |              |

## Démographie
En tant que localité désignée dans le recensement de 2011, Duncan a une population de 4 932 habitants dans 2 384 de ses 2 533 logements, soit une variation de -1,1 % par rapport à la population de 2006. Avec une superficie de 2,07 km2, cette cité possède une densité de population de 2 381,7 hab/km2 en 2011.
Concernant le recensement de 2006, Duncan abritait 4 986 habitants dans 2 421 de ses 2 530 logements. Avec une superficie de 2,05 km2, cette cité possédait une densité de population de 2 430,4 hab/km2 en 2006.
| 2001  | 2006  | 2011  | 2016  |
| ----- | ----- | ----- | ----- |
| 4 699 | 4 986 | 4 932 | 4 944 |

## Personnalités liées à Duncan
- Robin Bawa, joueur de hockey sur glace, né à Duncan
- Russ Courtnall, joueur de hockey sur glace, né à Duncan
- Mac DeMarco, auteur-compositeur-interprète multi-instrumentiste et producteur de musique, né à Duncan.